# 山口龍人
山口龍人（やまぐち りゅうと、1987年6月24日 - ）は、日本の俳優。以前の所属芸能事務所はアルファエージェンシー。
身長186cm。体重73kg。

## 来歴
東京都江戸川区出身。江戸川区立瑞江第二中学校、関東第一高等学校を卒業。中学、高校とバレーボール部に所属し、いずれもセンターで活躍した。瑞江第二中学校時代には全国大会に出場し決勝トーナメントまで残り、また、関東第一高校時代には春の高校バレーに出場した。
2011年以降事務所をやめ、芸能活動もない。

## 出演

### テレビドラマ
- 貧乏男子 ボンビーメン（2008年、日本テレビ）　- レギュラー
- ごくせん第3シリーズ第1話 （2008年、日本テレビ） - 連続強盗事件の犯人・ヒロ 役
- BLOODY MONDAY（2008年、TBS） - 安藤健（ブルーバード） 役
- オルトロスの犬 第6話（2009年8月28日、TBS）
- 新・警視庁捜査一課9係 season2 第4話（2010年、テレビ朝日） - 多田 役
- 月曜ゴールデン・刑事シュート しゅうと&ムコの事件日誌3（2011年、TBS） - 二宮琢磨 役

### 映画
- ラブ★コン（2006年）
- リアル鬼ごっこ（2007年）
- 君に届け（2010年）
- 東京島（2010年）

### 舞台
- 地図〜朝焼けに君をつれて〜（2007年）
- ひょ〜い、ドン!（2007年）
- 蒼い月への扉　白い月への扉（2007年）
- タクラマカン（2008年）
- 鴨川ホルモー（アトリエ・ダンカンプロデュース、2009年）